# بندر پنانگ
بندر پنانگ (به انگلیسی: Port of Penang) یک بندر آب عمیق در ایالت پنانگ مالزی است. دارای چند ترمینال، از قبیل پنج ترمینال در سبرانگ پرای و یک ترمینال در جرج تاون، در امتداد تنگه پنانگ است. بندر پنانگ در سال ۲۰۱۷، از لحاظ انتقال بار، با جابجایی ۱٫۵۲ میلیون تی یی یو بار، سومین بندر پر مشغله مالزی بود، هم چنین شلوغترین بندر کشور برای کشتی گردشی نامیده شد.

## پیشینه
بندر پنانگ همراه با تأسیس شهر جرج تاون در سال ۱۷۸۶ توسط فرانسیس لایت، ایجاد شد.